# Elitskolan
Elitskolan (spanska: Élite) är en spansk thriller- och dramaserie vars första säsong hade premiär 2018. Serien har sedan dess blivit förnyad med flera ytterligare säsongen där vardera säsong bestått av 8 avsnitt. Serien är skapad av Darío Madrona och Carlos Montero. Seriens sjunde säsong hade premiär på strömningstjänsten Netflix den 20 oktober 2023.
Serien har blivit förnyad med en åttonde och avslutande säsong.

## Handling
Serien kretsar kring tre arbetarklassungdomar som börjar plugga på den mest exklusiva privatskolan i Spanien. Kulturkrocken mellan fattiga och rika leder till en serie tragiska händelser.

## Rollista i urval
- María Pedraza - Marina Nunier Osuna
- Itzan Escamilla - Samuel García Domínguez
- Miguel Bernardeau - Guzmán Nunier Osuna
- Miguel Herrán - Christian Varela Expósito
- Jaime Lorente - Fernando "Nano" García Domínguez
- Álvaro Rico - Leopoldo "Polo" Benavent Villada
- Arón Piper - Ander Muñoz
- Mina El Hammani - Nadia Shanaa
- Ester Expósito - Carla Rosón Caleruega
- Omar Ayuso - Omar Shanaa
- Danna Paola - Lucrecia "Lu" Montesinos Hendrich